# 배병우 (프로게이머)
배병우(1987년 10월 10일~)는 대한민국의 전직 스타크래프트 프로게이머이다. 815, 815[WHITE]라는 아이디를 사용하며, 길드는 Op ClaNWHITE-이며 주종족은 저그이다.
2006년 상반기 드래프트에서 GO(현 CJ 엔투스)의 4차 지명으로 입단하였다.
2006년 말, 같은 팀 소속이던 강정우와 함께 CJ 엔투스에서 KTF 매직엔스(현 KT 롤스터)로 이적하였다.
2007년 11월 13일 블루스톰에서 저그의 최강자 이제동을 이겨 주목받았다. 이후 블루스톰 전담 선수로 활약하기도 하였다. 그 뒤로도 좋은 기량을 선보였다. 그래서 신한은행 프로리그 2007 후기리그 신인왕이 되었다. 그러나 블루스톰에서의 높은 승률과는 달리 다른 곳에서는 승률이 그다지 좋지 않아 거품 선수라는 비판을 받았다. 거기다가 2008년 7월 1일 이제동과 다시 블루스톰에서 맞대결을 벌였다가 패하고 말았다.
2009년 들어 '6룡'으로 불리는 도재욱과 윤용태를 물리치는 등 적지 않은 맹활약을 보이며, 거품 선수라는 오명을 씻으려 노력했다.
2010년 10월 13일 은퇴하였고, 2011년 10월 24일 공식적으로 은퇴가 공시되었다.

## 수상 경력
- 길드피아 용산구 준우승
- 2005년 수원 올림피아드 준우승
- 2007년 신한은행 프로리그 2007 후기리그 신인왕
- 2009년 곰TV TG삼보-인텔 클래식 2008 시즌3 32강
- 2010년 대한항공 스타리그 2010 Season 1 36강